# Sphaeriodesmus zontehuitz
Sphaeriodesmus zontehuitz är en mångfotingart som beskrevs av Shear 1974. Sphaeriodesmus zontehuitz ingår i släktet Sphaeriodesmus och familjen Sphaeriodesmidae. Inga underarter finns listade i Catalogue of Life.